# Ginástica artística nos Jogos Pan-Americanos de 2023 - Barras assimétricas
O evento das barras assimétricas da ginástica artística nos Jogos Pan-Americanos de 2023 teve sua final disputada em 24 de outubro de 2023 no Centro de Esportes Coletivos, localizado no cluster do Estádio Nacional. Um total de oito ginastas de quatro Comitês Olímpicos Nacionais (CON) disputaram as medalhas após se classificarem para a final do aparelho.

## Calendário
Horário local (UTC−3).
| Data          | Hora  | Fase  |
| ------------- | ----- | ----- |
| 24 de outubro | 19:20 | Final |

## Medalhistas
| Ouro   | USA Zoe Miller     |
| Prata  | BRA Rebeca Andrade |
| Bronze | BRA Flávia Saraiva |

## Resultados

### Qualificatória
As oito melhores ginastas na qualificatória se classificaram para a final. Como apenas duas ginastas por CON poderiam avançar, caso algumas delas estivessem entre as oito primeiras não estariam elegíveis para a final, com a vaga indo para a próxima ginasta na classificação.
| Pos. | Ginasta                  | Nota D | Nota E | Pen. | Total  | Notas |
| ---- | ------------------------ | ------ | ------ | ---- | ------ | ----- |
| 1    | USA Zoe Miller           | 6.4    | 8.366  |      | 14.766 | Q     |
| 2    | BRA Rebeca Andrade       | 6.1    | 8.200  |      | 14.300 | Q     |
| 3    | USA Jordan Chiles        | 5.9    | 8.200  |      | 14.100 | Q     |
| 4    | USA Kayla DiCello        | 5.6    | 8.200  |      | 13.800 |       |
| 5    | BRA Flávia Saraiva       | 5.6    | 8.033  |      | 13.633 | Q     |
| 6    | USA Katelyn Jong         | 5.9    | 7.733  |      | 13.633 |       |
| 7    | CAN Aurélie Tran         | 5.3    | 8.100  |      | 13.400 | Q     |
| 8    | MEX Ahtziri Sandoval     | 5.5    | 7.833  |      | 13.333 | Q     |
| 9    | USA Tiana Sumanasekera   | 5.3    | 7.600  |      | 12.900 |       |
| 10   | MEX Paulina Campos       | 5.3    | 7.300  |      | 12.600 | Q     |
| 11   | CAN Ava Stewart          | 5.4    | 7.000  |      | 12.400 | Q     |
| 12   | MEX Natalia Escalera     | 5.7    | 6.566  |      | 12.266 |       |
| 13   | CAN Frédérique Sgarbossa | 4.6    | 7.500  |      | 12.100 |       |
| 14   | ARG Nicole Iribarne      | 4.2    | 7.800  |      | 12.000 | R1    |
| 15   | JAM Tyesha Mattis        | 5.3    | 6.700  |      | 12.000 | R2    |
| 16   | COL Luisa Blanco         | 3.7    | 8.266  |      | 11.966 | R3    |

### Final
Na final as competidoras realizaram um único exercício, com as de melhor pontuação definindo as medalhistas.
| Pos.              | Ginasta              | Nota D | Nota E | Pen. | Total  |
| ----------------- | -------------------- | ------ | ------ | ---- | ------ |
| Medalha de ouro   | USA Zoe Miller       | 6.4    | 8.266  |      | 14.666 |
| Medalha de prata  | BRA Rebeca Andrade   | 6.1    | 8.233  |      | 14.333 |
| Medalha de bronze | BRA Flávia Saraiva   | 5.6    | 8.133  |      | 13.733 |
| 4                 | MEX Ahtziri Sandoval | 5.7    | 7.766  |      | 13.466 |
| 5                 | CAN Aurélie Tran     | 5.3    | 7.800  |      | 13.100 |
| 6                 | CAN Ava Stewart      | 5.6    | 7.500  |      | 13.100 |
| 7                 | USA Jordan Chiles    | 5.2    | 7.200  |      | 12.400 |
| 8                 | MEX Paulina Campos   | 5.7    | 5.700  |      | 11.400 |